# Ángel Martín Duque
Ángel Juan Martín Duque (Zaragoza, 29 de mayo de 1926-Pamplona, 6 de agosto de 2019) fue un historiador, medievalista, bibliotecario, archivero y catedrático español de Historia medieval. Publicó las fuentes documentales que son la base de la historiografía medieval navarra.

## Biografía

### Formación universitaria
Realizó sus estudios universitarios de licenciatura y doctorado en la Facultad de Filosofía y Letras de la Universidad de Zaragoza. En 1956 defendió su tesis doctoral sobre la Colección Diplomática de San Victorián y Santa María de Obarra (1000-1219), que fue supervisada por José María Lacarra. Siguió colaborando con su maestro Lacarra, sucediendo a su amigo Antonio Ubieto Arteta, durante muchos años a través de la publicación de fuentes documentales en las que se pudiera apoyar la  historiografía medieval navarra.
En 1958 ingresó por oposición en el Cuerpo Facultativo de Archiveros, Bibliotecarios y Arqueólogos y siendo director del Archivo de la Delegación de Hacienda en Navarra, fue nombrado Delegado del Servicio del Depósito Legal en Navarra recién fundado. En 1965 obtuvo por oposición una cátedra en la Universidad de Santiago de Compostela y en 1981 obtuvo otra cátedra, en esta ocasión por concurso de méritos en la Universidad del País Vasco, renunciando a todas ellas siempre «para continuar su labor en Navarra». En palabras de una de sus discípulas más cercanas:

La ciencia histórica de este antiguo reino medieval quedó indisolublemente ligada a su persona y su trabajo durante 39 años, hasta su jubilación laboral en 1997, y, en gran medida, en los 22 siguientes, hasta su muerte el 6 de agosto de 2019. Hoy es imposible considerar la historia general de Navarra y la historia medieval en particular, sin valorar la trascendental aportación metodológica y los certeros análisis de las múltiples publicaciones escritas o dirigidas por Ángel J. Martín Duque.»
Raquel García Arancón

### Cargos universitarios
Con todo, la mayor parte de su labor docente la desarrolló en la Universidad de Navarra, donde se incorporó a su claustro en 1958. En dicha Universidad fundó el departamento de Historia Medieval y asumió diversos cargos:
- Director del departamento de Historia Medieval (1958-1997),
- Director del Instituto de Artes Liberales (1969-73),
- Bibliotecario general (1972-86),
- Vicedecano de la Facultad de Filosofía y Letras (1973-75),
- Decano de dicha facultad (1975-81) y
- Director del Servicio de Publicaciones (1986-97).[10]

### Magisterio docente
Durante su magisterio docente, en el que dirigió una treintena de tesis doctorales y más de medio centenar de memorias de Licenciatura, formó a reconocidos medievalistas como: Juan Carrasco Pérez (catedrático emérito en la Universidad Pública de Navarra), Francisco Javier Zabalo Zabalegui (Universidad de Sevilla), Luis Javier Fortún Pérez de Ciriza (Archivero-Bibliotecario del Parlamento de Navarra), Raquel García Arancón (profesora agregada de Historia Medieval en el Departamento de Historia de la Universidad de Navarra), Eloísa Ramírez Vaquero (Universidad Pública de Navarra), Julia Pavón (catedrática de la Universidad de Navarra), Carmen Jusué Simonena (Cátedra de Patrimonio y Arte Navarro. Universidad de Navarra y UNED), Juan José Martinena (Sección de Archivo Real y General de Navarra), Fermín Miranda García (Universidad Autónoma de Madrid), Susana Herreros Lopetegui (Sección de Gestión del Patrimonio Documental del Gobierno de Navarra y directora del Archivo de la Administración de la Comunidad Foral) y Roldán Jimeno Aranguren (Universidad Pública de Navarra).
En 1986 presidió la comisión organizadora del I Congreso General de Historia de Navarra, cargo que ocuparia también en el siguiente congreso celebrado en 1990. En 1987 presidió el comité científico de las Semanas de Estudios Medievales de Estella y colaboró decisivamente en su instauración. Fue miembro del Consejo Navarro de Cultura (1984-1991 y 1999-2013).

## Obras
Reflejo de la variedad de temas que abordó da muestra su amplio repertorio de artículos en publicaciones así como de colaboraciones y coordinación de obras de colaboración. Prueba de ello se puede consultar en la base de datos de Dialnet. Destacar los libros:
- Colección diplomática de Obarra (siglos XI-XIII). Consejo Superior de Investigaciones Científicas. 1965.
- Cuentas del burgo de San Cernin de Pamplona: año 1244. Pamplona: Universidad de Navarra. 1976. ISBN 84-313-0440-5.
- La campaña musulmana de Pamplona: año 924. Pamplona: Institución Príncipe de Viana (Diputación Foral de Navarra). 1976. ISBN 84-235-0314-3. junto con Alberto Cañada Juste.
- Gran atlas de Navarra 2. Caja de Ahorros de Navarra. D.L. 1986. ISBN 84-505-3458-5. OCLC 434773008. Archivado desde el original el 8 de noviembre de 2015. Consultado el 2 de septiembre de 2021.
- Signos de identidad histórica para Navarra, coordinador, vol 1 y vol 2. Caja de Ahorros de Navarra. 1996. ISBN 978-84-87120-30-5
- Sancho III el Mayor de Pamplona : el rey y su reino (1004-1035). Gobierno de Navarra, Departamento de Cultura y Turismo, Institución Príncipe de Viana. 2007. ISBN 84-235-2952-5. OCLC 173605172. Consultado el 2 de septiembre de 2021.

## Premios y homenajes
- En 1991 recibió la Medalla de Oro de Navarra por su magisterio universitario y sus contribuciones al conocimiento del reino de Navarra durante la época medieval.[20]
- En 2006 fue homenajeado en el Congreso General de Historia de Navarra por su destacado papel en la creación de estos congresos, siendo nombrado socio de honor de la Sociedad de Estudios Históricos de Navarra.

## Asociaciones a las que perteneció
- Miembro del Consejo Navarro de Cultura (1984-1987, 1987-1991 y 1999-2013).[20][17][18]
- Académico de la Historia correspondiente para Navarra.
- Sociedad de Estudios Históricos de Navarra.[21]
- Semanas de Estudios Medievales de Estella, entre 1963 y 1978,[22] cuyo comité científico presidió desde 1987.[20]